# 五十嵐浩子
五十嵐 浩子（いがらし ひろこ、2月27日 - ）は、日本の女性声優。東京都出身。フリー。

## 経歴
以前は元氣プロジェクト、AIR AGENCYに所属していた。以降はフリーで活動していたが、2020年1月27日にヴイ・フォークと業務提携契約を結んだのち所属。2023年1月末をもってヴイ・フォークを退所。フリーとなった。
2007年11月、平田由季と「pink☆away」を結成。

## 人物
趣味は登山、歌。
特技はプラモデルを中心に、もの作り全般。

## 出演
太字はメインキャラクター。

### テレビアニメ
2006年
- 蟲師（しげ）

2008年
- ヒャッコ（古囃独楽、酒井、テニス部員）

2011年
- UN-GO（図書館職員）
- ちはやふる（冨原西高校かるた部 部員）

2012年
- 黒子のバスケ（水戸部の弟）
- 謎の彼女X（女子生徒、天神）
- マジでオタクなイングリッシュ!りぼんちゃん 〜英語で戦う魔法少女〜（2012年 - 2013年、トナー） - 2シリーズ

2013年
- ダンボール戦機ウォーズ（篠目アカネ）

2014年
- 妖怪ウォッチ（司会者）
- それいけ!アンパンマン（くまの子）

### 劇場アニメ
- 劇場版 NARUTO -ナルト- 大激突!幻の地底遺跡だってばよ（2005年）
- 映画かいけつゾロリ だ・だ･だいぼうけん!（2012年）

### ゲーム
- メガゾーン23 青いガーランド（立花イチコ）
- ヒャッコ よろずや事件簿!（古囃独楽）
- ウィッチ・アームス（フィン・メイフィールド）
- とある科学の超電磁砲（鏑木由美）
- ダンボール戦機ウォーズ（篠目アカネ）
- メイデンクラフト（フィン＝メイフィールド[10]）
- 戦の海賊

### ラジオ
- ジョイフル☆あゆイガNET
- HappyTimerのねじ（アシスタント）
- ラジオ カフェ・エッセンス（ゲスト出演）

### インターネット
- ダンボール戦機 放課後 生ウォーズ（2013年12月4日、ニコニコ生放送） - ゲスト出演

### 吹き替え
- 春のメリー（メロディー）
- 3匹のブタ＆オオカミベイビー（ハムレット）
- ザ・クロコダイル（テオの娘他）

### ドラマCD
- 危機之介御免 音之壱盤 〜毒味の危機〜（ツタ）
- スクールランブル（道場の子供）
- ヤンデレ彼女（B子）

### 舞台
- タンバリンプロデューサーズ第2回公演「KILLER IN KILLERS」（2006年4月6日 ‐ 9日、新宿サンモールスタジオ）

### テレビ
- トコトン掘り下げ隊!生き物にサンキュー!!（2015年7月8日、TBS）